# Яшкін Григорій Петрович
Григорій Петрович Яшкін (27 грудня 1922, с. Старий Мачим, Шемишейського району Пензенської області – 10 жовтня 2003) – радянський військовий діяч, Учасник німецько-радянської війни. Генерал-полковник (16.12.1982).

## Біографія
Народився у сім'ї селянина. Батько - Петро Єфремович (1902-1983). Мати - Ірина Андріївна (1900-1938). Доньки - Світлана Григорівна та Олена Григорівна.
У Червоній Армії з вересня 1939 року покликаний Саранським міським військкоматом Мордовської АРСР . У 1941 році закінчив Подільське стрілецько-кулеметне училище . Учасник Великої Вітчизняної війни . Вступив у війну командиром кулеметного взводу на Західному фронті . У бою 27 листопада 1941 року під містом Мордвес отримав тяжке кульове поранення. Після госпіталю у грудні 1942 року був призначений командиром кулеметної роти 279-го окремого зенітно-артилерійського дивізіону ППО, який входив до складу військ Горьківського корпусного району ППО . З 1943 - начальник штабу окремого зенітно-кулеметного батальйону, з 1944 - командир кулеметного батальйону в 10-му зенітному кулеметному полку 2-го корпусу ППО. Зустрів Перемогу під Кенігсбергом .
Після війни командував механізованим полком та окремою танковою бригадою. У 1956 році закінчив Військову академію ім. М. В. Фрунзе, в 1972 році - Вищі академічні курси при Військовій академії Генерального штабу СРСР . У 1960-х роках служив заступником командира 31-ї танкової дивізії . З березня 1966 - командир 24-ї мотострілецької дивізії . З жовтня 1969 - командир 44-го армійського корпусу Забайкальського військового округу . У період загострення радянсько-китайських відносин цей корпус під його командуванням було введено на територію Монголії .

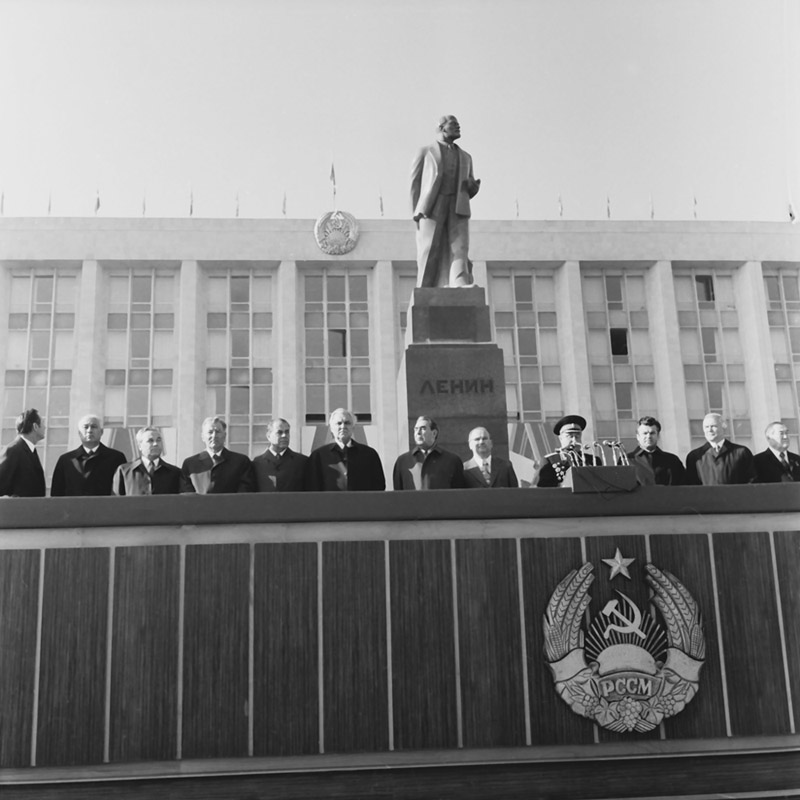
Яшкін виступає на військовому параді на честь 50-річчя Молдавської РСР, 1976.

З травня 1970 року - перший заступник командувача 39-ї загальновійськової армії Далекосхідного військового округу . З 30 листопада 1971 по 4 грудня 1975 року - командувач 14-ї гвардійської загальновійськової армії в Одеському військовому окрузі . З грудня 1975 - заступник командувача військами Одеського військового округу з бойової підготовки - начальник підготовки військ, з листопада 1978 заступник головнокомандувача з бойової підготовки - начальник управління бойової підготовки Групи радянських військ в Німеччині (ДСВГ) .
З жовтня 1980 по 1984 роки – головний військовий радник у збройних силах Сирії – радник міністра оборони САР . Керував радянськими військовими фахівцями під час операції « Ведмедка 19 ». Під його керівництвом було організовано систему ППО Сирії. За час перебування в Сирії пережив 2 замахи на своє життя, був контужений під час вибуху будівлі штабу радянської військової місії в Дамаску 5 жовтня 1981 року.
У 1984-1987 роках - заступник начальника Цивільної оборони СРСР - начальник управління підготовки народного господарства з цивільної оборони. Брав участь у ліквідації наслідків катастрофи на Чорнобильській АЕС. З 1987 року у запасі.
Після виходу у відставку брав активну участь у громадській діяльності. З 1991 року був головою Російського союзу ветеранів Збройних сил, з 2001 року – першим заступником голови Російського комітету ветеранів війни та військової служби. Був також членом Президії Координаційної ради загальноросійського руху «Народно-патріотичний союз Росії». Висувався в кандидати Державної Думи РФ за списком «Гідність та милосердя» у 1993 році.
Почесний громадянин міст Подільськ, Острава ( Чехія ), Карвіна (Чехія).
Похований на Троєкурівському цвинтарі Москви  .

## Військові звання
- Генерал-майор (23.02.1967)
- Генерал-лейтенант (2.11.1972)
- Генерал-полковник (16.12.1982)

## Нагороди
- Орден Дружби (1.04.1995, за багаторічну плідну роботу з патріотичного виховання молоді, соціальний захист ветеранів та зміцнення дружби між народами ) [2]
- Орден Леніна
- Орден Червоного Прапора
- Орден Вітчизняної війни І ступеня
- Орден Трудового Червоного Прапора
- три ордени Червоної Зірки (1943 [3] , ?, ? )
- орден «За службу Батьківщині у ЗС СРСР» ІІ та ІІІ ступенів
- медалі СРСР, у тому числі:
- три медалі «За відвагу» [4]
- медаль «За бойові заслуги» (15.11.1950)
- Медаль "За оборону Москви" [5]
- Медаль «За перемогу над Німеччиною у Великій Вітчизняній війні 1941—1945 р.р. » [6]

нагороди Сирійської Арабської Республіки
- Орден Заслуг І ступеня
- Орден «За бойову підготовку» І ступеня
- Орден «За хоробрість» І ступеня
- 3 інших ордени Сирійської Арабської Республіки

нагороди інших іноземних держав
- Орден «За бойові заслуги» ( Монголія, 6.07.1971)
- Орден Тудора Володимиреску ( Румунія )
- Чотири монгольські медалі
- Дві болгарські медалі
- Одна чехословацька медаль

## Твори
- Яшкин Г. П. Мы воевали в Сирии // Вестник ПВО. — 1988. — № 4 (27 березня).
- Яшкин Г. П. Эту жизнь не перепишешь заново. — М. : МОФ Победа-1945 год, 1994. — 266 с. — (Воспоминания)
- Яшкин Г. П. Под жарким солнцем Сирии. // Военно-исторический журнал. — 1998. — № 4. — С.58—66.